# خلق أفعال العباد
كتاب خلق أفعال العباد والرد على الجهمية وأصحاب التعطيل ألفه الإمام محمد بن إسماعيل البخاري، جمع فيه الأحاديث، والآثار التي تدّل على أنّ أفعال العباد مخلوقة، والتي تثبت أنّ القرآن كلام الله ليس بمخلوق، للرد على فرق الجهمية والمعطلة حسب ما قسم مواضيع الكتاب.

## تلخيص الكتاب
يعد من أوائل المصنفات التي ردت على الجهمية وموافقهم في قضية من قضايا القدر وهي قضية خلق أفعال العباد. بعد أن ظهر الكلام على القرآن أنه مخلوق ونحو ذلك والكلام على أفعال العباد صنف كتاب خلق أفعال العباد على طريقة أهل الحديث ورد فيه على الجهمية جوابًا وردًّا وهو يُعدّ من نفائس ما صنفه من كتبه الصِغار. وقد نقل عنه الأئمة كثيرًا.

## أبواب الكتاب
- باب ما ذكر أهل العلم للمعطلة الذين يريدون أن يبدلوا كلام الله عز وجل.
- باب أفعال العباد.
- باب التعرب بعد الهجرة قال أبو عبد الله : «والق بهذا أهل العلم، وأعرض عن الجاهلين فيتفرقوا كتفرق أهل البدع:» ﴿الذين فرقوا دينهم وكانوا شيعا لست منهم في شيء﴾.
- باب الرد على الجهمية وأصحاب التعطيل.
- باب ما جاء في قول الله: ﴿بلغ ما أنزل إليك من ربك وإن لم تفعل فما بلغت رسالته﴾ وقول النبي صلى الله عليه وسلم: «بلغوا عني ولو آية، وليبلغ الشاهد الغائب، وإن الوحي قد انقطع.»
- باب ما كان النبي يذكره ويرويه عن ربه عز وجل.
- باب ما كان النبي يستعيذ بكلمات الله لا بكلام غيره وقال نعيم: «لا يستعاذ بالمخلوق، ولا بكلام العباد والجن والإنس، والملائكة وفي هذا دليل أن كلام الله غير مخلوق، وأن سواه مخلوق.»
- باب ما نقش النبي في خاتمه من كتاب الله وما يدخل به الحاجة.
- قراءة الفاتحة خلف الإمام في الصلاة بالجهر.
- باب قول الله جل ذكره عن أهل النار من الكفار والمشركين وعبدة الأوثان ﴿ونادوا يا مالك ليقض علينا ربك﴾.
- باب ما يدل على أصوات العباد قول النبي صلى الله عليه وسلم: «أكثر منافقي أمتي قراؤها» فعد قراء المعطلة والجهمية وأهل الأهواء وغيرهم.
- باب قول الله تعالى: ﴿فأتوا بالتوراة فاتلوها إن كنتم صادقين﴾.[1]